# Antonio Vivaldi
Antonio Lucio Vivaldi (4. března 1678 Benátky – 28. července 1741 Vídeň), přezdíván il Prete Rosso (česky: zrzavý n. rudý kněz díky zrzavé barvě vlasů) byl italský kněz, barokní hudební skladatel a houslový virtuos. Jeho nejznámějším dílem je soubor čtyř houslových koncertů nazvaný Čtvero ročních dob, který patří k nejznámějším a nejhranějším skladbám té doby.

## Život a činnost

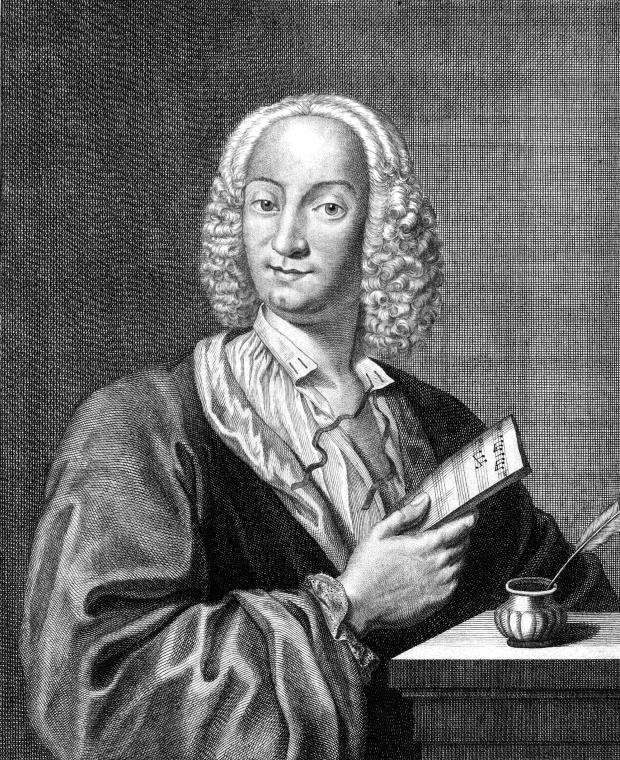
Jedna z podob Antonia Vivaldiho, mědiryt od Françoise Morellona la Cave z roku 1725 pro vydání sbírky koncertů op. 8

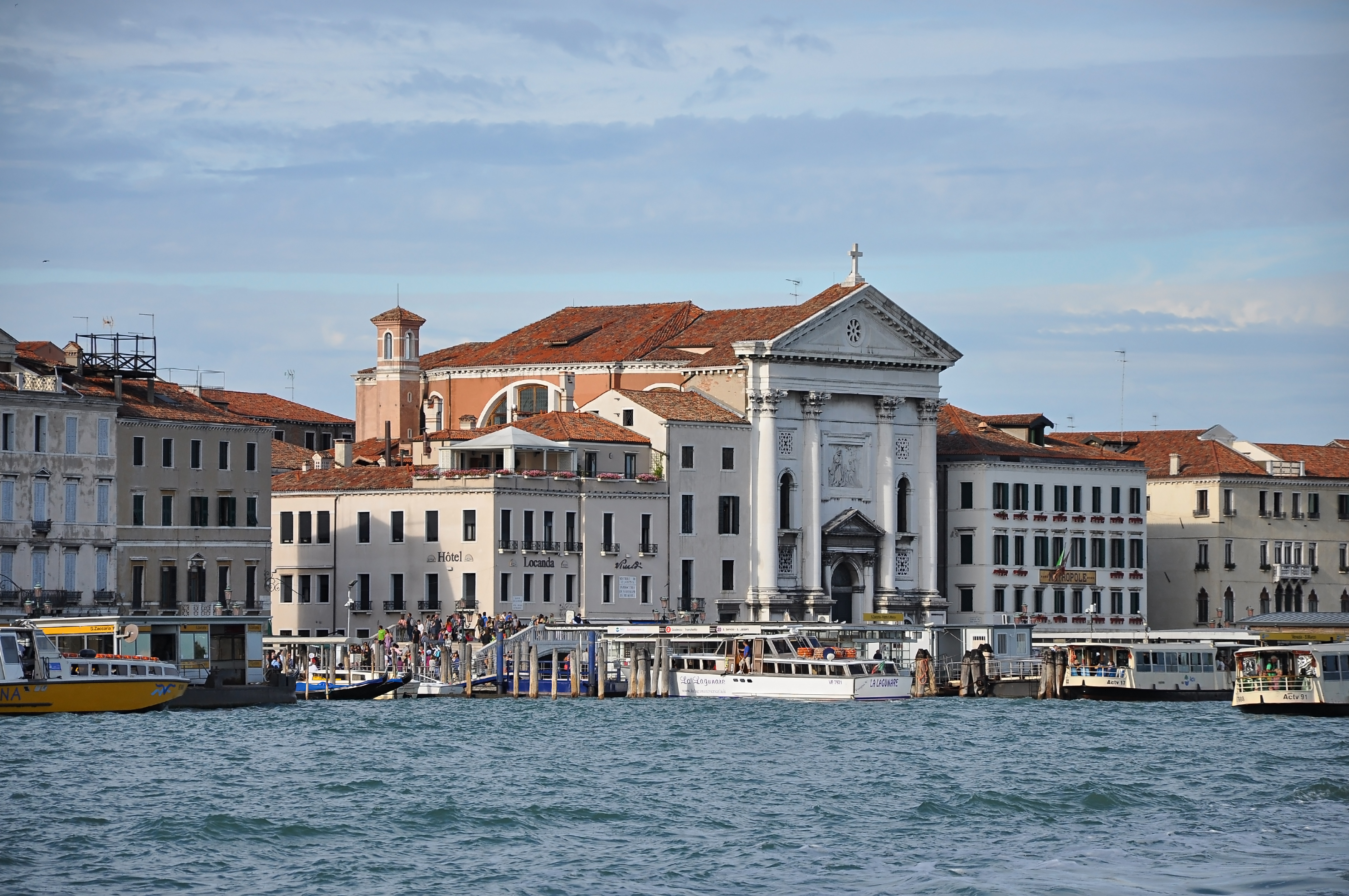
Chiesa della Pietà v Benátkách

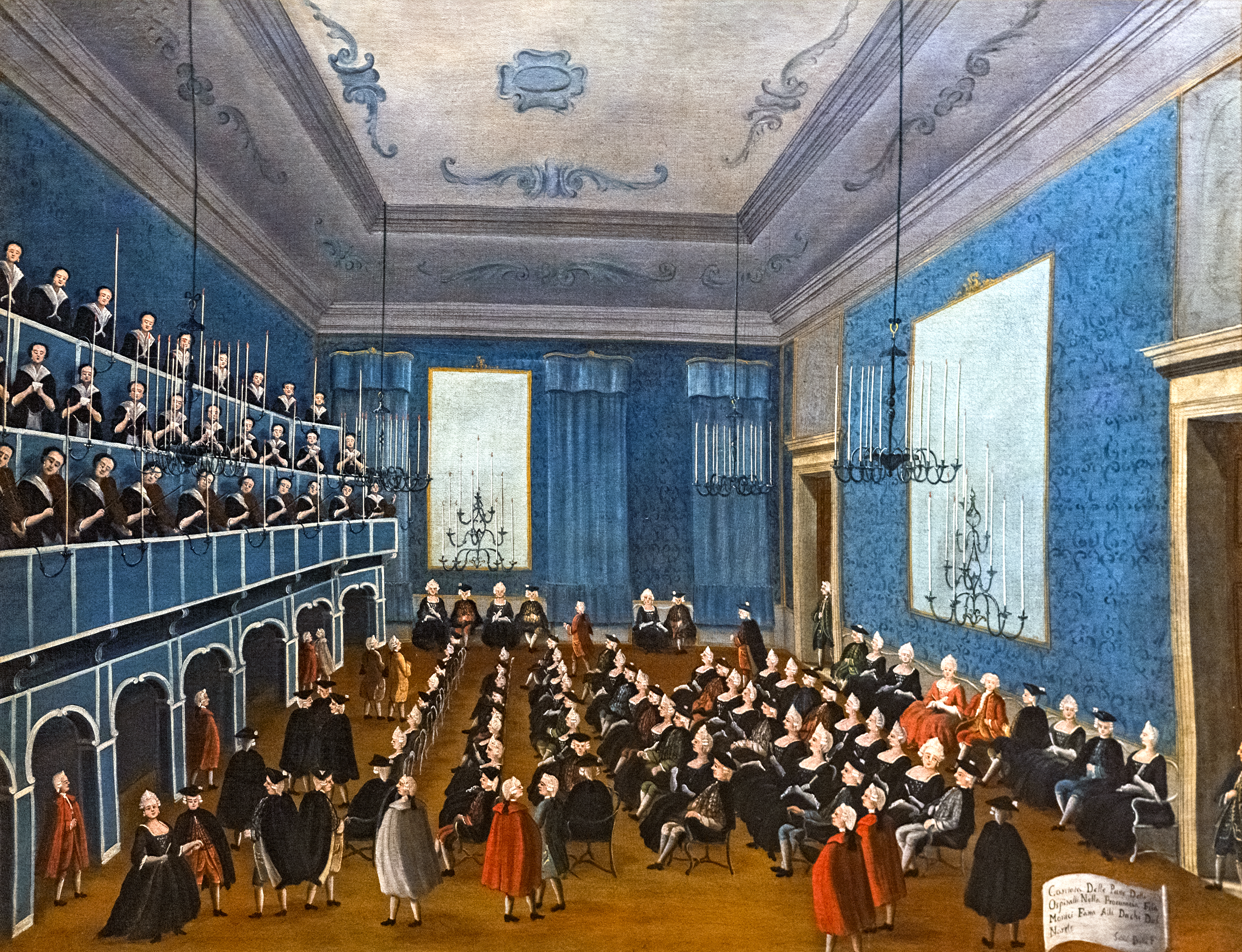
Gabriele Bella: Vystoupení Ospedalského sboru (La cantata delle putte delli Ospitali), kolem roku 1720, Benátky, Palazzo Querini Stampalia.

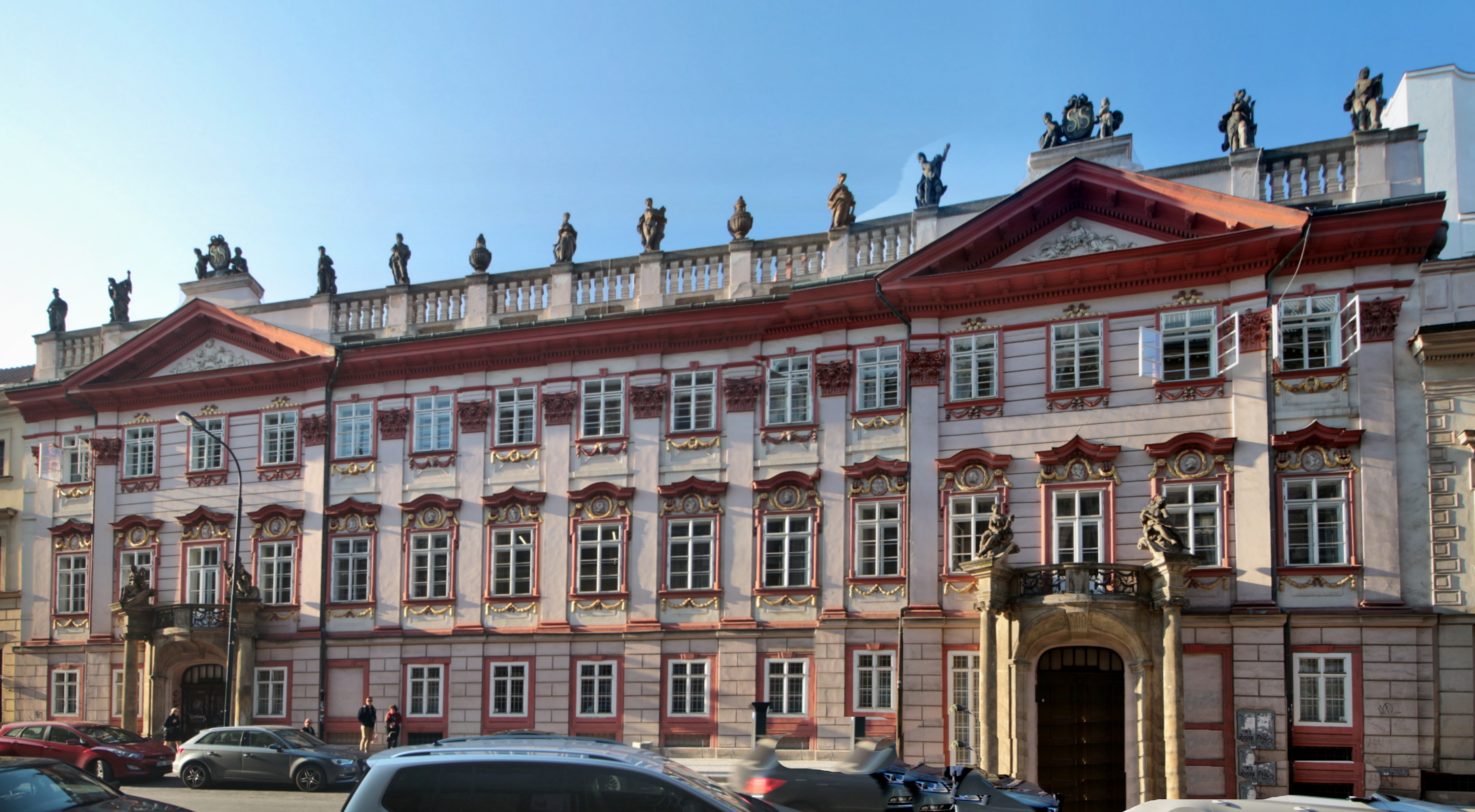
Šporkův palác v Praze, kde sídlilo šlechtické divadlo hraběte Františka Antonína Šporka.

### Mládí
Narodil se 4. března 1678 v Benátkách. Okamžitě po narození byl pokřtěn porodní asistentkou. Důvodem bylo bezprostřední ohrožení života, ale dnes již není zřejmé, zda to bylo s ohledem na špatný zdravotní stav novorozence, nebo kvůli zemětřesení, které ten den Benátky postihlo.
Jeho otec se živil jako holič, ale byl též zřejmě znamenitý hudebník a je dost pravděpodobné, že i skladatel. V roce 1688 byla v Benátkách uvedena opera La Fedeltà sfortunata skladatele jménem Giovanni Battista Rossi, které je totožné se jménem, pod kterým Antoniův otec vystupoval jako hudebník. Jméno naráželo na barvu vlasů obvyklou v rodině. (Rosso = zrzavý, rudý – ani Antonio se tomuto označení nevyhnul, později se mu dostalo přezdívky „zrzavý páter“ – Il Prete Rosso.) V každém případě jako hudebník byl otec zřejmě dobrý a uznávaný. Stal se jedním ze zakládajících členů sdružení Sovvegno dei musicisti di Santa Cecilia, což bylo něco mezi hudebním spolkem a odbory, a pravidelně hrával v orchestru baziliky sv. Marka.
Tak Antonio základy hry na housle získal u otce a první lekce kompozice mu s největší pravděpodobností poskytl Giovanni Legrenzi, znamenitý barokní skladatel, který byl v té době v chrámu sv. Marka kapelníkem. Z roku 1691, tj. z doby, kdy skladateli bylo 13 let, pochází chrámová skladba Laetatus sum (RV Anh 31), která nese zřetelné stopy Legrenziho vlivu.
Kromě intenzivního hudebního vzdělávání studoval teologii a v roce 1703 byl vysvěcen na kněze. Vivaldi však od dětství trpěl vrozeným zúžením hrtanu, ze kterého se později vyvinulo vážné astma. Na základě tohoto onemocnění byl nejprve osvobozen od povinnosti sloužit mše (1704) a v roce 1706 přestal být aktivním knězem zcela.
1. prosince 1703 se stal houslovým mistrem v sirotčinci Pio Ospedale della Pietà v Benátkách. V té době bylo takovýchto institucí v Benátkách několik. Jejich úkolem bylo poskytnout ochranu a vzdělání opuštěným sirotkům a dětem, o které se rodiče z různých důvodů nemohli postarat. Provoz byl financován z prostředků Benátské republiky. Chlapci se vyučili řemeslům a opouštěli sirotčinec v 15 letech. Dívky byly vedeny k domácím pracím, získávaly hudební vzdělání a ty nejtalentovanější se stávaly členkami Ospedalského sboru a orchestru. Povinností sboru a orchestru byla účast na mších a slavnostech církevních i světských. Pro toto těleso napsal Vivaldi mnoho koncertů, kantát a duchovních skladeb.
Funkce mistrů učitelů v sirotčinci nebyla zaměstnáním na dobu neurčitou, ale každý rok byli mistři znovu voleni jakousi správní radou sirotčince. Tak se stalo, že v roce 1709 Vivaldi zvolen nebyl a více než rok byl prakticky bez prostředků. V roce 1711 se však do funkce vrátil a roku 1716 byl ustanoven koncertním mistrem.
V průběhu těchto let byl Vivaldi neobyčejně plodný. Zkomponoval řadu oper a mnoho hudby instrumentální i vokální. V roce 1705 vydal tiskem svou první sbírku dvanácti sonát pro dvoje housle a basso continuo Raccolta, po níž v roce 1708 následoval další svazek 12 sonát pro housle sólo a basso continuo. Obě sbírky byly psány ještě v konvenčním stylu. Skutečným přelomem v jeho tvorbě se stal opus 3, Dvanáct sonát pro jedny, dvoje a čtvery housle a smyčcový orchestr L’Estro Armonico, věnovaný Ferdinandu Medicejskému a vydaný v Amsterodamu roku 1711. Cyklus měl po celé Evropě obrovský úspěch ještě znásobený následujícím cyklem koncertů pro housle a orchestr La Stravaganza, vydaným v roce 1714.
Po úspěchu houslových koncertů se stal Vivaldi žádaným hudebníkem v celé Evropě. Navzdory četným koncertním cestám poctivě plnil smlouvu se sirotčincem, která zněla na dva nové koncerty měsíčně. Podle účetních záznamů zkomponoval v letech 1723 až 1729 na 140 koncertů.

### Vivaldi a opera

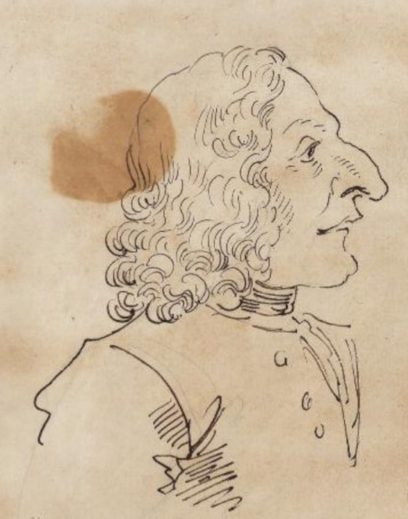
Karikatura od Piera Leone Ghezzi

V 18. století byla opera v Benátkách nejpopulárnější formou zábavy a nejvýnosnější pro skladatele. Několik divadelních scén soutěžilo o přízeň diváků. Vivaldi svou operní dráhu zahájil mimo Benátky. Jeho první opera Ottone in villa (RV 729) měla premiéru ve Vicenze roku 1713. Hned následující rok se však stal impresáriem divadla Sant'Angelo v Benátkách, kde byla provedena jeho opera Orlando finto pazzo (RV 727). Opera však neměla velký úspěch. Naopak úspěch měla spoluúčast na společném projektu sedmi skladatelů Nerone fatto Cesare (RV 274), do kterého napsal 11 árií. Partitura se však ztratila. Další opera Arsilda regina di Ponto (RV 700) měla zase problémy s censurou, které vadil trochu lesbický motiv. Hrdinka Arsilda se totiž zamiluje do jiné ženy, o níž předpokládá, že je muž. Když byla opera censurou konečně povolena, sklidila u diváků bouřlivý ohlas. Jako u všech děl tohoto druhu a historie není ovšem jisté, zda to bylo kvůli hudebním kvalitám. Mezi jeho dalšími operami zasluhuje pozornosti zejména opera La costanza trionfante degli amori e degli odi (RV 706) z roku 1716, která byla v přepracované podobě v roce 1732 pod názvem Artabano re dei Parti hrána také v Praze. Tato pražská verze se ovšem nedochovala.
Pro Pio Ospedale komponoval také řadu liturgických skladeb. Z nich nejdůležitější jsou dvě oratoria, z nichž první Moyses Deus Pharaonis (RV 643) se nedochovalo, ale druhé, Juditha triumphans (RV 644), je jedním z uměleckých vrcholů Vivaldiho díla. Bylo objednáno k oslavě vítězství nad Turky a znovudobytí ostrova Korfu. Pro zajímavost je nutno dodat, že všechny role i orchestr byly obsazeny chovankami sirotčince, což ukazuje vynikající úroveň pedagogické práce učitelů, ale i interpretačních schopností dívek.
Vivaldiho úspěchy a moderní styl jeho oper vyvolaly bouřlivou reakci u jeho konzervativnějších kolegů. Benedetto Marcello, jehož rodina byla vlastníkem divadla Sant´ Angelo, vydal dokonce posměšný a pomlouvačný pamflet, který měl poškodit umělcovu pověst.

### Léta mistrovská
Od roku 1718 byl Vivaldi po tři roky kapelníkem na dvoře Filipa Hesensko-Darmstadtského, a komponoval opery pro potřeby dvora. Po krátké zastávce v Miláně, kde uvedl pastorální drama La Silvia (RV 734) a oratorium L’adorazione delli tre re magi al bambino Gesù (RV 645), byl novým papežem Benediktem XIII. pozván do Říma, kde uvedl několik oper a koncertů. V roce 1725 se vrátil do Benátek, aby v jediném roce uvedl čtyři nové opery.
V tomto období zkomponoval své dnes snad nejpopulárnější dílo Čtvero ročních dob, čtyři houslové koncerty zobrazující roční období v přírodě. Inspirací bylo patrně okolí Mantovy. Toto dílo znamenalo doslova revoluci v hudbě. Vivaldimu se podařilo hudebně vyjádřit specifické zvuky venkova: zpěv ptáků, štěkání psů, bzučení much, déšť, bouři, výkřiky opilců, ale i ticho nad zasněženou krajinou a praskání ohně v krbu. Ke každému koncertu napsal báseň popisující scény ilustrované hudbou. Byly publikovány jako první čtyři koncerty ve sbírce dvanácti koncertů nazvané Il cimento dell’Armonia e dell’Inventione (op. 8) a vydány v Amsterodamu roku 1725. Dílo věnoval svému patronu a podporovateli, hudbymilovnému českému hraběti Václavovi z Morzinu.
Ačkoliv byl knězem, existují náznaky toho, že právě v této době podlehl kouzlu benátské zpěvačky Anny Giraudové. Přinejmenším je patrné, že v tomto období jeho hudba má výrazně romantický nádech a je prokazatelné, že tehdy své árie upravoval tak, aby vynikly hlasové přednosti zpěvačky.
Na vrcholu své kariéry dostával Vivaldi objednávky ze šlechtických a královských dvorů celé Evropy. Např. svatební kantáta Gloria e Imeneo (RV 687) byla psána ke svatbě francouzského krále Ludvíka XV. a cyklus koncertů La Cetra (op. 9) byl věnován Karlovi VI. Habsburskému, císaři Svaté říše římské. Karel VI. jej vůbec velmi obdivoval, jmenoval ho rytířem a odměnil zlatou medailí. V roce 1730 Vivaldi na oplátku přijel do Vídně a do Prahy a uvedl zde svou operu Farnace (RV 711).
Mezi přednosti Vivaldiho patřilo i to, že měl smysl i pro literární kvality libret a z nadprodukce plytkých příběhů dodávaných libretisty-řemeslníky si dovedl vybrat kvalitu. Jeho poslední opery zdobí jména vrcholných básníků a dramatiků té doby: Pietra Mestastasia a Carla Goldoniho.

### Antonio Vivaldi a Čechy

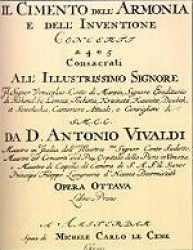
Titulní strana sbírky koncertů Il cimento dell'armonia e dell'inventione s věnováním hraběti Václavovi z Morzinu

Vivaldiho hudba byla v Čechách už za jeho života nesmírně populární. Benátský zpěvák a impresário Antonio Denzio do Prahy mezi lety 1726 až 1736 přivezl šest Vivaldiho operních představení, z toho dvě premiéry byly zkomponovány přímo pro Prahu: Argippo (RV 697) uvedena na podzim 1730, a pasticcio Alvilda, Regina dei Goti, nastudovaná na jaře 1731, kdy představení zřejmě řídil sám autor. Opery byly provedeny ve šlechtickém divadle hraběte Františka Antonína Šporka v jeho paláci v Praze Na Poříčí, z toho dvě premiéry (Argippo). Protože v té době byl už Vivaldi evropsky proslulým skladatelem a cestoval zvláště na nová uvedení svých děl, žil zřejmě tehdy delší dobu v Praze. Opery uvedl na českou scénu impresário Šporkova divadla Antonio Denzio, který byl i v Itálii znám jako libretista a hudební skladatel a v Benátkách vedl operní společnost, pro kterou Vivaldi najímal zpěváky a obstarával operní novinky.
V českých archivech je dochováno mnoho unikátních zápisů jeho děl. Některé byly také napsány přímo na objednávku českých šlechticů: např. loutnové skladby pro hraběte z Vrtby. Hraběti Václavovi z Morzinu je dokonce dedikováno Vivaldiho nejslavnější dílo Il cimento dell'armonia e dell'inventione (Souboj harmonie s invencí – op. 8), které obsahuje slavné koncerty Čtvero ročních dob. Antonio Vivaldi sám řídil Morzinovu kapelu při koncertech v Itálii. Palác rodu Morzinů stojí v Nerudově ulici č. 256/5 poblíž horní části Malostranského náměstí v Praze.
Velký vliv měl Vivaldi i na tvorbu českých skladatelů té doby, např. na Antonína Reichenauera či Bohuslava Matěje Černohorského.

### Ústup ze slávy a smrt

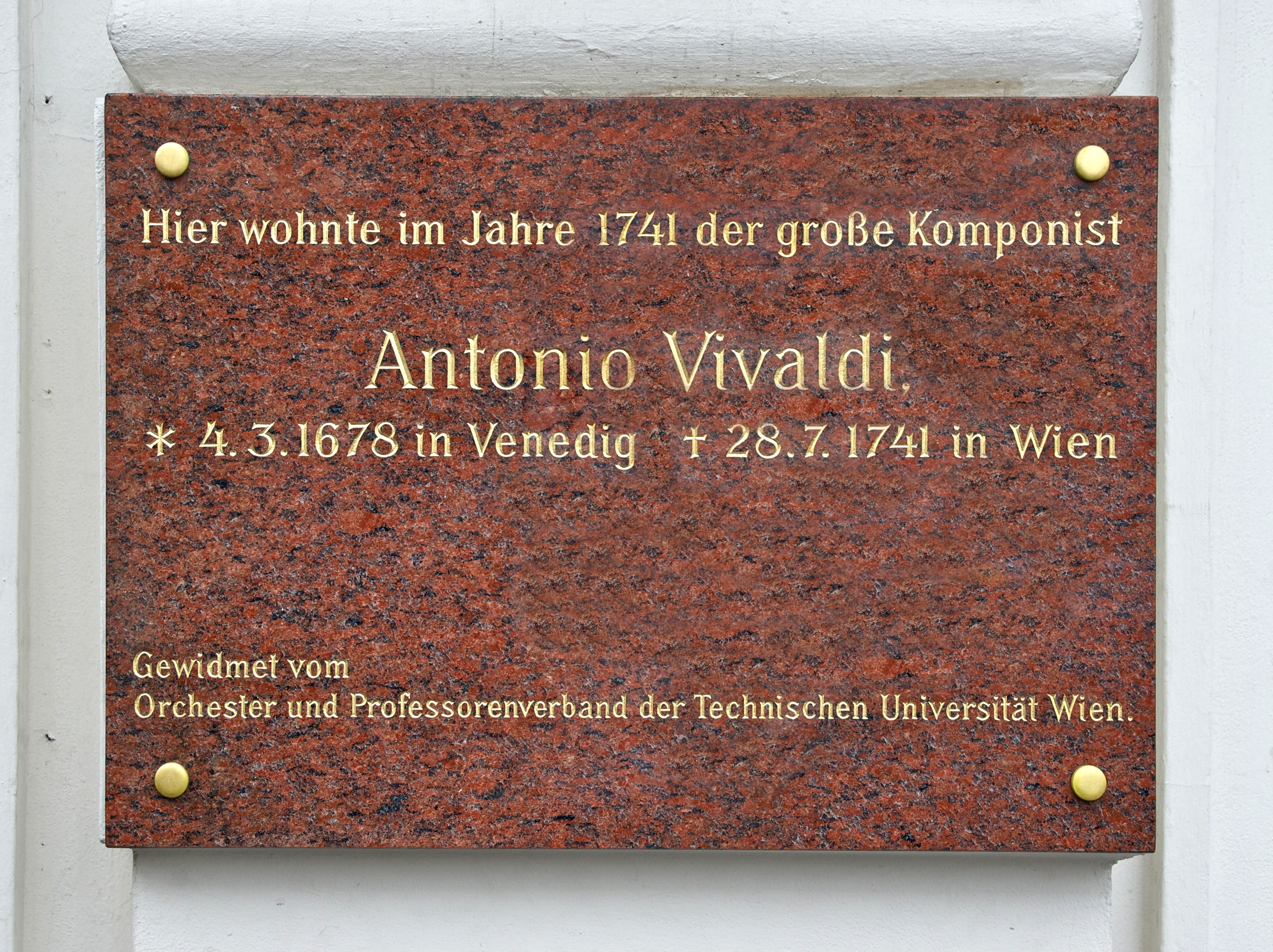
Pamětní deska v místě úmrtí Antonia Vivaldiho ve Vídni

Jako většina skladatelů té doby se na sklonku svého života dostal Vivaldi do finančních potíží. Měnící se vkus publika začal považovat Vivaldiho za staromódního. Vivaldi rozprodal své partitury za minimální ceny a přesunul se do Vídně, kde doufal ve větší uznání, neboť císař Karel VI. byl jeho velkým příznivcem. Skutečně se stal císařovým dvorním skladatelem, ale krátce po příjezdu do Vídně císař zemřel. Tato rána osudu zanechala skladatele bez ochránce a bez finančních prostředků. Prodával další rukopisy a zanedlouho po císaři, 27. nebo 28. července 1741, zemřel. Byl pochován v prostém hrobě na nemocničním hřbitově ve Vídni. Často uváděná informace, že mladičký, devítiletý Josef Haydn zpíval v dětském sboru na Vivaldiho pohřbu, je dnes považována za mýtus. Hrob Antonia Vivaldiho byl později přenesen ke chrámu Karlskirche. Na místě posledního pobytu skladatele stojí dnes hotel Sacher. Po Vivaldiho smrti upadla jeho hudba na téměř 200 let v zapomnění.

## Význam a vliv
Většina Vivaldiho děl byla znovuobjevena až v první polovině 20. století v Turíně a v Janově a byla publikována v průběhu druhé poloviny století. Vivaldiho hudba je formálně pevně zakotvena v barokní tradici, ale velmi vynalézavá v harmonických kontrastech, strhujících rytmech a neopakovatelné melodice. Nadto se Vivaldi nesnažil jen vyhovět akademickým požadavkům doby a skládat pro hrstku intelektuálů, ale svou hudbu komponoval cílevědomě tak, aby byla blízká nejširším vrstvám posluchačů. Z jeho hudby čiší potěšení z komponování a radost ze života, která se přenáší na posluchače. V tom tkví i dnešní popularita Vivaldiho skladeb.
Vivaldi je považován za jednoho z tvůrců, kteří stáli u přerodu barokní hudby v klasický styl. Velmi hluboce byl Vivaldiho koncerty a áriemi ovlivněn Johann Sebastian Bach. Zřetelné stopy nacházíme v Janových pašijích, Matoušových pašijích a četných kantátách. Bach upravil řadu Vivaldiho houslových koncertů pro varhany nebo pro cembalo a orchestr včetně nejznámějšího Koncertu pro čtyři housle a violoncello (RV 580). V této souvislosti je nutno poznamenat, že v tehdejší době autorství nebylo chápáno tak jako dnes. Dílo se prakticky ihned po prvním provedení stávalo veřejným majetkem a často bývalo hráno v nejroztodivnějších nástrojových obsazeních (jak kdo měl co k dispozici) bez ohledu na původní záměr autora. Citování skladby jiného autora bylo naopak chápáno dokonce jako projev úcty ke skladateli.
Na renesanci Vivaldiho díla má významnou zásluhu proslulý houslista Fritz Kreisler, který na počátku 20. století slavil úspěchy s Vivaldiho houslovým koncertem. Ironií osudu je, že právě tento koncert nebyl ve skutečnosti Vivaldiho dílem, ale šlo o dobový plagiát. Nicméně jeho provedení probudilo zájem o další Vivaldiho díla. Vynikající práci na tomto poli odvedl francouzský hudební vědec Marc Pincherle, který započal se systematickým zpracování Vivaldiho pozůstalosti. Alfredo Casella v roce 1939 zorganizoval historický Vivaldiho týden, na kterém zazněla reprezentativní přehlídka objevených skladeb. V roce 1947 pak byl v Benátkách založen Vivaldiho ústav (Istituto Italiano Antonio Vivaldi), jehož uměleckým ředitelem se stal skladatel Gian Francesco Malipiero a hlavním úkolem objevování, publikování a provádění Vivaldiho děl.
Vlna zájmu o skladatele postihla i kinematografii. V roce 2005 byl do kin uveden italsko-francouzský film Vivaldi – princ benátský režiséra Jeana-Louise Guillerma se Stefanem Dionisim v titulní roli. Na motivy Vivaldiho života se připravuje údajně další film, kde hlavní roli má ztvárnit Joseph Fiennes a v dalších rolích se mají objevit Malcolm McDowell, Jacqueline Bisset či Gérard Depardieu.

## Dílo
První souhrnný katalog děl Antonia Vivaldiho vydal v roce 1974 dánský muzikolog Peter Ryom. Podobně jako Köchelův seznam děl Mozartových přešel Ryomův seznam do obecného povědomí. Označení skladby, např. RV 325, znamená 325. položku v Ryomově seznamu. Opusovými čísly jsou označeny pouze skladby, které vyšly tiskem za Vivaldiho života.
Poslední vydání z roku 1986 obsahuje 790 položek, u nichž je autorství doloženo, a dalších 63, kde je prozatím pochybné. Z toho čísla RV 1 až RV 585 jsou skladby instrumentální, RV 586 až RV 642 skladby vokální náboženského charakteru a RV 643 – RV 740 skladby vokální světské. Položky RV 741 až RV 790 představují dodatky, tj. díla objevená v letech od prvního vydání katalogu (od roku 1974). Lze očekávat, že průzkum hudebních archivů dosud neskončil.
Z jiného úhlu pohledu katalog obsahuje:
- více než 500 instrumentálních koncertů pro nejrůznější nástroje (housle, violoncello, lesní roh, hoboj, flétna, viola d'amore, cembalo, ale i loutna a mandolína), z toho je cca 230 koncertů pro housle;
- 50 oper;
- 86 sonát;
- řadu symfonií (i když tady je obtížné rozlišení, neboť Vivaldi četná svá koncerta označoval jako symfonie);
- na 60 mší, oratorií a příležitostných hymnů;
- na 50 kantát, koncertních árií a jiných vokálních skladeb;
- stále se rozrůstající počet drobných skladeb komorního charakteru.

## Díla vyšlá tiskem za Vivaldiho života
1. Opus 1 – Raccolta – Dvanáct sonát pro dvoje housle a basso continuo (1705)
2. Opus 2 – 12 sonát pro housle a basso continuo (1708)
3. Opus 3 – L’estro Armonico – Dvanáct sonát pro různé kombinace a basso continuo (1711).
4. Opus 4 – La stravaganza – Dvanáct sonát pro housle a basso continuo (1714)
5. Opus 5 (druhá část Opusu 2), Čtyři sonáty pro housle a dvě sonáty pro dvoje housle a basso continuo (1716).
6. Opus 6 – Šest houslových koncertů (1716–21)
7. Opus 7 – Dva koncerty pro hoboj a deset houslových koncertů (1716–1721)
8. Opus 8 – Il cimento dell’armonia e dell’inventione (Souboj harmonie s invencí), Dvanáct houslových koncertů.
9. Opus 9 – La cetra (Lyra), Dvanáct houslových koncertů. a jeden pro dvoje housle (1727)
10. Opus 10 – Šest flétnových koncertů (1728)
11. Opus 11 – Šest houslových koncertů a jeden hobojový (druhý z těchto koncertů e-moll (RV 277) je znám jako Il favorito (1729)
12. Opus 12 – Pět houslových koncertů a jeden bez sóla (1729)
13. Opus 13 – Il pastor fido – Šest sonát pro musette, violu, cembalo, flétnu, hoboj, housle a basso continuo (1737)
14. Bez čísla – Šest sonát pro violoncello a basso continuo (1740)

## Opery
1. Ottone in Villa (1713 Vicenza)
2. Orlando finto pazzo (1714 Benátky)
3. Nerone fatto Cesare (1715 Benátky)
4. La costanza trionfante degl’amori e de gl’odii (1716 Benátky)
5. Arsilda, regina di Ponto (1716 Benátky)
6. L’incoronazione di Dario (1717 Benátky)
7. Tieteberga (1717 Benátky)
8. Scanderbeg (1718 Florencie)
9. Armida al campo d’Egitto (1718 Benátky)
10. Teuzzone (1719 Mantova)
11. Die über Hass und Liebe siegende Beständigkeit (1719 Hamburg)
12. Tito Manlio (1720 Mantova)
13. La Candace o siano Li veri amici (1720 Mantova)
14. La verità iargn cimento (1720 Benátky)
15. Tito Manlio (1720 Řím)
16. Filippo Re di Macedonia (1721 Benátky)
17. La Silvia (1721 Milán)
18. Ercole su’l Termodonte (1723 Řím)
19. Giustino (1724 Řím)
20. La virtù trionfante dell’amore e dell’odio overo Il Tigrane (1724 Řím)
21. L’inganno trionfante in amore (1725 Benátky)
22. Cunegonda (1726 Benátky)
23. La Fede tradita e vendicata (1726 Benátky)
24. La Tirannia gastigata (1726 Praha)
25. Dorilla in Tempe (1726 Benátky)
26. Ipermestra (1727 Florencie)
27. Siroe, Re di Persia (1727 Reggio)
28. Farnace (1727 Benátky)
29. Orlando (1727 Benátky)
30. Rosilena ed Oronte (1728 Benátky)
31. L’Atenaide o sia Gli affetti generosi (1728 Florencie)
32. Argippo (1730 Praha)
33. Alvilda, Regina de’ Goti (1730 Praha)
34. L’odio vinto dalla costanza (1731 Benátky)
35. La fida ninfa (1732 Verona)
36. Semiramide (1732 Mantova)
37. Motezuma (1733 Benátky)
38. L’Olimpiade (1734 Benátky)
39. L’Adelaide (1735 Verona)
40. Griselda (1735 Benátky)
41. Aristide (1735 Benátky)
42. Il Tamerlano (Il Bajazet) (1735 Verona)
43. Ginevra, Principessa di Scozia (1736 Florencie)
44. Didone (1737 London)
45. Catone in Utica (1737 Verona) dochovalo se pouze druhé a třetí jednání, první jednání bylo rekonstruováno Alessandrem Ciccolini.[10] Libreto Pietra Metastasia z roku 1727, které napsal pro Leonarda Vinciho, bylo později zpracováno i jinými skladateli (Pietro Torri (1736), Giovanni Battista Ferrandini (1753) nebo Johann Christian Bach (1761))
46. Il giorno felice (1737 Vídeň)
47. Rosmira (1738 Benátky)
48. L’oracolo in Messenia (1738 Benátky)
49. Feraspe (1739 Benátky)
50. Ernelinda (1740 Benátky)